# Prestazione di sensibilità
La prestazione di sensibilità è, nell'ambito del controllo robusto e più in generale dei controlli automatici, un vincolo aggiuntivo richiesto al sistema MIMO oltre all'asintotica stabilità in {\displaystyle \mathbb {C} b}. Le grandezze di cui sotto sono strettamente correlate con le perturbazioni agenti sul sistema nominale.

## Sensibilità
Si definisce sensibilità la matrice di trasferimento tra l'errore e(t) ed il riferimento r(t):
```

  

    

      

        

          
S

          

            
0

          

        

        
(

        
s

        
)

        
=

        
(

        
I

        
+

        

          
P

          

            
0

          

        

        
(

        
s

        
)

        
G

        
(

        
s

        
)

        
H

        
(

        
s

        
)

        

          
)

          

            
−

            
1

          

        

      

    

    
{\displaystyle S_{0}(s)=(I+P_{0}(s)G(s)H(s))^{-1}}

  

```

### Specifica
Relativamente alla Sensibilità si vuole che, per una ps(w) data, si abbia sempre:
```
σ

  

    

      

        
[

        

          
S

          

            
0

          

        

        
(

        
w

        
)

        
]

        
<

        

          

            
1

            

              
p

              
s

              
(

              
w

              
)

            

          

        

      

    

    
{\displaystyle [S_{0}(w)]<{\frac {1}{ps(w)}}}

  

 ∀

  

    

      

        
w

      

    

    
{\displaystyle w}

  

≥

  

    

      

        
0

      

    

    
{\displaystyle 0}

  

```

## Sensibilità complementare
Si definisce sensibilità complementare la matrice di trasferimento tra l'uscita y(t) ed il rumore di misura n(t):
```

  

    

      

        

          
T

          

            
0

          

        

        
(

        
s

        
)

        
=

        

          
P

          

            
0

          

        

        
(

        
s

        
)

        
G

        
(

        
s

        
)

        
H

        
(

        
s

        
)

        
(

        
I

        
+

        

          
P

          

            
0

          

        

        
(

        
s

        
)

        
G

        
(

        
s

        
)

        
H

        
(

        
s

        
)

        

          
)

          

            
−

            
1

          

        

      

    

    
{\displaystyle T_{0}(s)=P_{0}(s)G(s)H(s)(I+P_{0}(s)G(s)H(s))^{-1}}

  

```

### Specifica
Relativamente alla Sensibilità complementare si vuole che, per una lm(w) data, si abbia sempre:
```
σ

  

    

      

        
[

        

          
T

          

            
0

          

        

        
(

        
w

        
)

        
]

        
<

        

          

            
1

            

              
l

              
m

              
(

              
w

              
)

            

          

        

      

    

    
{\displaystyle [T_{0}(w)]<{\frac {1}{lm(w)}}}

  

 ∀

  

    

      

        
w

      

    

    
{\displaystyle w}

  

≥

  

    

      

        
0

      

    

    
{\displaystyle 0}

  

```

## Sensibilità del controllo
Si definisce sensibilità del controllo la matrice di trasferimento tra il comando u(t) ed il disturbo d(t):
```

  

    

      

        

          
U

          

            
0

          

        

        
(

        
s

        
)

        
=

        
(

        
I

        
+

        
G

        
(

        
s

        
)

        
H

        
(

        
s

        
)

        

          
P

          

            
0

          

        

        
(

        
s

        
)

        

          
)

          

            
−

            
1

          

        

        
G

        
(

        
s

        
)

        
H

        
(

        
s

        
)

        

          
P

          

            
0

          

        

        
(

        
s

        
)

      

    

    
{\displaystyle U_{0}(s)=(I+G(s)H(s)P_{0}(s))^{-1}G(s)H(s)P_{0}(s)}

  

```

### Specifica
Relativamente alla Sensibilità del controllo si vuole che, per una lm(w) data, si abbia sempre:
```
σ

  

    

      

        
[

        

          
U

          

            
0

          

        

        
(

        
w

        
)

        
]

        
<

        

          

            
1

            

              
l

              
m

              
(

              
w

              
)

            

          

        

      

    

    
{\displaystyle [U_{0}(w)]<{\frac {1}{lm(w)}}}

  

 ∀

  

    

      

        
w

      

    

    
{\displaystyle w}

  

≥

  

    

      

        
0

      

    

    
{\displaystyle 0}

  

```

## Ulteriore specifica di prestazione
Si definisce un'ulteriore specifica di prestazione con la matrice di trasferimento tra il comando u(t) ed il rumore n(t):
```

  

    

      

        

          
V

          

            
0

          

        

        
(

        
s

        
)

        
=

        
(

        
I

        
+

        
G

        
(

        
s

        
)

        
H

        
(

        
s

        
)

        

          
P

          

            
0

          

        

        
(

        
s

        
)

        

          
)

          

            
−

            
1

          

        

        
G

        
(

        
s

        
)

        
H

        
(

        
s

        
)

      

    

    
{\displaystyle V_{0}(s)=(I+G(s)H(s)P_{0}(s))^{-1}G(s)H(s)}

  

```

### Specifica
Relativamente all'ultima specifica di sensibilià si vuole che, per una la(w) data, si abbia sempre:
```
σ

  

    

      

        
[

        

          
V

          

            
0

          

        

        
(

        
w

        
)

        
]

        
<

        

          

            
1

            

              
l

              
a

              
(

              
w

              
)

            

          

        

      

    

    
{\displaystyle [V_{0}(w)]<{\frac {1}{la(w)}}}

  

 ∀

  

    

      

        
w

      

    

    
{\displaystyle w}

  

≥

  

    

      

        
0

      

    

    
{\displaystyle 0}

  

```

## Legenda
Il simbolo σ[F] va letto come massimo valore singolare di F, ovvero:
```
σ

  

    

      

        
[

        
F

        
]

        
=

        
sup

        

          

            

              
‖

              

                
F

                
w

              

              
‖

            

            

              
‖

              
w

              
‖

            

          

        

      

    

    
{\displaystyle [F]=\sup {\frac {\left\|Fw\right\|}{\left\|w\right\|}}}

  

```

## Chiarimenti
- {\displaystyle \mathbb {C} _{b}} indica un confine sul quale viene valutato il diagramma di Nyquist per studiare la stabilità di un sistema non solo asintotica, ma con autovalore più lento più piccolo (in parte reale) del confine di {\displaystyle \mathbb {C} _{b}}: in altre parole permette di studiare un sistema di cui si impone la dinamica in termini di stabilità asintotica e di velocità di convergenza.